# Daniela Reimer
Daniela Reimer (ur. 26 września 1982 w Poczdamie) – niemiecka wioślarka.

## Osiągnięcia
- Mistrzostwa Świata – Lucerna 2001 – czwórka podwójna wagi lekkiej – 7. miejsce[1].
- Igrzyska Olimpijskie – Ateny 2004 – dwójka podwójna wagi lekkiej – 2. miejsce[1].
- Mistrzostwa Świata – Gifu 2005 – dwójka podwójna wagi lekkiej – 1. miejsce[1].
- Mistrzostwa Świata – Eton 2006 – dwójka podwójna wagi lekkiej – 10. miejsce[1].
- Mistrzostwa Świata – Poznań 2009 – jedynka wagi lekkiej – 10. miejsce[1].
- Mistrzostwa Europy – Montemor-o-Velho 2010 – dwójka podwójna wagi lekkiej – 3. miejsce[1].